# اوئرشو
شهر اوئرشو (به فرانسوی: Waarschoot) در شهرستان گان در استان فلاندری شرقی در منطقه فلاندری در کشور بلژیک واقع شده‌است.